# Daniel Canogar
Daniel Canogar (Madrid, 1964) és un artista de la videocreació, fill del pintor Rafael Canogar, un dels seus referents. És considerat un dels pioners del vídeo mapping, un moviment en el que es busca projectar imatges en superfícies reals per aconseguir un efecte tridimensional.
Ha realitzat treballs en espais públics, a museus i galeries de tot el món i dins d'aquestes obres podem trobar fotografies, vídeos i instal·lacions i sempre treballant amb el contrast entre llums i ombres i materials reutilitzats, tot ells tecnològics. Entre les seves obres més destacades hi ha: Quadratura; Travesías; Storming Times Square; Waves; Scanner o Constelaciones; entre d'altres.
Va començar amb la fotografia i, ara mateix, és un artista que treballa la instal·lació. El seu procés a l'hora de crear les seves obres, és sempre el mateix.